# Pic de Santa Magdalena
El Pic de Santa Magdalena és una muntanya del terme municipal de la Pobla de Segur, a prop del termenal amb Conca de Dalt (antic terme de Toralla i Serradell).
És a ponent de la Pobla de Segur, al nord de Puimanyons i al nord-est de Torallola, i és el cim culminant de la Muntanya de Santa Magdalena.